# Monohedotrochus epithecatus
Monohedotrochus epithecatus is een rifkoralensoort uit de familie van de Caryophylliidae. De wetenschappelijke naam van de soort is voor het eerst geldig gepubliceerd in 1999 door Cairns.